# 303 Josephina

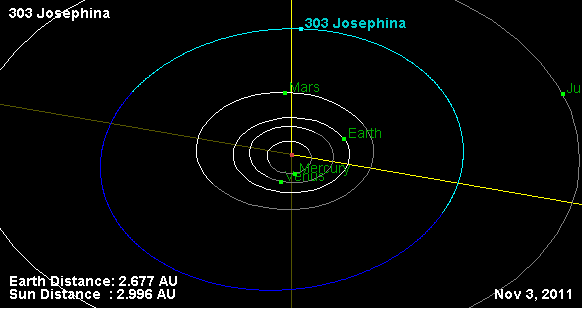
Orbita di 303 Josephina (in verde-azzurro)

303 Josephina è un asteroide della fascia principale del diametro medio di circa 99,29 km. Scoperto nel 1891 dall'astronomo italiano Elia Millosevich, presenta un'orbita caratterizzata da un semiasse maggiore pari a 3,1195814 UA e da un'eccentricità di 0,0687306, inclinata di 6,87819° rispetto all'eclittica.
L'asteroide è dedicato ad una non meglio identificata persona cara allo scopritore.